# Mi peligrosa esposa
Mi peligrosa esposa  (en hangul, 나의 위험한 아내; romanización revisada del coreano: Naui Wiheomhan Anae) es una serie de televisión surcoreana dirigida por Lee Hyeong-min y protagonizada por Kim Jung-eun y Choi Won-young. Se emitió por el canal MBN desde el 5 de octubre hasta el 24 de noviembre de 2020, los lunes y martes a las 23:00 (hora local coreana), y simultáneamente por la plataforma de contenidos audiovisuales Wave.

## Sinopsis
Kim Yoon Cheol (Choi Won Young) es un famoso chef y dirige un popular restaurante italiano. Está felizmente casado con Shim Jae Kyung (Kim Jung Eun), o eso cree hasta que conoce a la hermosa Jin Sun Mi (Choi Yu Hwa), miembro del personal de su restaurante.
A pesar de su matrimonio de seis años con Shim Jae Kyung, se enamora perdidamente de Jin Sun Mi y comienza una aventura apasionante. Los dos comienzan a tramar un complot para matar a Shim Jae Kyung, pero cuando Kim Yoon Cheol llega a casa un día, descubre que su esposa no se encuentra por ningún lado y que hay manchas de sangre por todas partes. Descubre que ha sido secuestrada y, volviendo a sus sentidos, se da cuenta de lo mucho que la ama. Decide encontrar a su esposa, cueste lo que cueste. Pero a medida que avanza en su búsqueda, comienza a darse cuenta de que su esposa puede tener secretos que ni siquiera él podría haber imaginado nunca.

## Reparto

### Principal
- Kim Jung-eun como Shim Jae-kyung, esposa de Yoon-chul, un ama de casa ordinaria.[6][7][8]
  - Min Chae-eun como Jae-kyung de niña.
- Choi Won-young como Kim Yoon-chul, esposo de Jae-kyung, director ejecutivo de Cafe Old Crop.[7][9]

### Secundario
- Choi Yu-hwa como Jin Sun-mi, jefa de equipo del restaurante de Yoon-chul.[7][8]
- Ahn Nae-sang como Noh Chang-beom, dueño de una casa de empeño, detective privado, excuñado de Yoon-chul.[7][10]
- Shim Hye-jin como Ha Eun-hye, una vecina de Jae-kyung y Yoon-chul, directora ejecutiva de una pequeña empresa relacionada con la belleza.[7][8]
- Lee Jun-hyeok como Seo Ji-tae, inspector detective de homicidios. Padre de gemelos.[11][12]
- Jung Su-young como Kim Hee-jeong, esposa de Ji-tae, ama de casa y aspirante a novelista.
- Ahn Seo-ha como San-i, hijo de Ji-tae y Hee-jeong.
- Shin Tae-yang como Chan-i, hijo de Ji-tae y Hee-jeong.
- Yun Jong-seok como Jo Min-kyu, marido de una exmodelo de compras desde el hogar.[7]
- Yoon Ye-hee como Kim Yoon-hee, la hermana mayor de Yoon-chul y exmujer de Chang-beom.
- Baek Soo-jang como Song Yu-min, pintor, estudiante en una facultad de artes. Un hombre puro enamorado de Jae-kyung, su sénior en la universidad.
- Kim Ja-young como Jeong-soon, la madre de Yoo-hee y Yoon-chul.
- Lee Hyo-bi como Chae-rim.
- Jang Mi-kwan.
- Tak Woo-suk.
- Kim Jae-cheol como Lee Jin-soo, que dirige el Bar SUD.[8]

## Producción
Mi peligrosa esposa es una adaptación de una popular serie japonesa, Boku no Yabai Tsuma. Se emitió en el canal KTV en 2016, y consta de nueve episodios.
El 9 de septiembre de 2020 MBN lanzó el primer tráiler. El 11 de septiembre se publicaron los carteles de los tres personajes principales. El 5 de octubre se presentó la serie en una conferencia de prensa en línea. El 10 de noviembre de 2020 los dos protagonistas ofrecieron una segunda conferencia de prensa en línea para comentar los episodios emitidos.

## Audiencia
| Temporada | Temporada | Episodio número | Episodio número | Episodio número | Episodio número | Episodio número | Episodio número | Episodio número | Episodio número | Episodio número | Episodio número | Episodio número | Episodio número | Episodio número | Episodio número | Episodio número | Episodio número | Promedio |
| Temporada | Temporada | 1               | 2               | 3               | 4               | 5               | 6               | 7               | 8               | 9               | 10              | 11              | 12              | 13              | 14              | 15              | 16              | Promedio |
| --------- | --------- | --------------- | --------------- | --------------- | --------------- | --------------- | --------------- | --------------- | --------------- | --------------- | --------------- | --------------- | --------------- | --------------- | --------------- | --------------- | --------------- | -------- |
|           | 1         | —               | —               | 543             | 588             | 530             | 449             | —               | —               | 566             | —               | 659             | 698             | —               | 496             | 551             | 639             | —        |

| Episodio | Fecha original de emisión | Índice de audiencia (Nielsen Korea) | Índice de audiencia (Nielsen Korea) |
| Episodio | Fecha original de emisión | Nacional                            | Seúl                                |
| --- | ------------------------- | ----------------------------------- | ----------------------------------- |
| 1 | 5 de octubre de 2020      | 2,578 %                             | 2,769 %                             |
| 2 | 6 de octubre de 2020      | 2,409 %                             | —                                   |
| 3 | 12 de octubre de 2020     | 2,835 %                             | 2,975 %                             |
| 4 | 13 de octubre de 2020     | 3,053 %                             | —                                   |
| 5 | 19 de octubre de 2020     | 2,783 %                             | 2,836 %                             |
| 6 | 20 de octubre de 2020     | 2,44 %                              | 2,749 %                             |
| 7 | 26 de octubre de 2020     | 2,208 %                             | —                                   |
| 8 | 27 de octubre de 2020     | 1,744 %                             | —                                   |
| 9 | 2 de noviembre de 2020    | 2,7 %                               | 2,612 %                             |
| 10 | 3 de noviembre de 2020    | 2,278 %                             | —                                   |
| 11 | 9 de noviembre de 2020    | 3,357 %                             | 3,465 %                             |
| 12 | 10 de noviembre de 2020   | 3,403 %                             | 3,447 %                             |
| 13 | 16 de noviembre de 2020   | 2,318 %                             | —                                   |
| 14 | 17 de noviembre de 2020   | 2,447 %                             | 2,338 %                             |
| 15 | 23 de noviembre de 2020   | 3,04 %                              | 3,312 %                             |
| 16 | 24 de noviembre de 2020   | 3,38 %                              | 3,601 %                             |
| Promedio | Promedio                  | 2.686 %                             | -                                   |
| - En la tabla superior, aparecen en azul los índices más bajos, y en rojo los más altos. - Este drama se emitió en un canal de cable / televisión de pago que normalmente tiene una audiencia relativamente menor en comparación con las emisoras públicas o de televisión en abierto (KBS, SBS, MBC y EBS). |                           |                                     |                                     |